# Fulwar Skipwith
Fulwar Skipwith (21 février 1765 dans le Comté de Dinwiddie (Virginie) - 7 janvier 1839) était un diplomate américain et politicien, qui fut consul des États-Unis en Martinique, puis plus tard consul-général en France. Il participa à la négociation de la vente de la Louisiane en 1803 et fut le premier et seul gouverneur de l'éphémère république de Floride occidentale en 1810. 

## Jeunesse
Skipwith fit des études au William and Mary College qu'il quitta à 16 ans pour rejoindre l'armée pendant la guerre d'indépendance des États-Unis. En 1781, il participa au siège de Yorktown. Entre 1791 et 1795 il fit partie de la délégation américaine en France conduite par l'ambassadeur James Monroe. En 1795, Monroe nomma Skipwith consul-général à Paris. Il épousa Thereze Josephine van den Clooster, en 1802, une baronne flamande. Lors de son mandat de consul-général, il participa à la négociation de la vente de la Louisiane.  

## Carrière politique
En 1809, Skipwith s'installe en Floride occidentale. Membre du premier tribunal de Floride occidentale, il s'impliqua dans la rébellion de 1810 contre le pouvoir espagnol et fut le premier et seul gouverneur de l'éphémère république de Floride occidentale. Le 27 octobre, 1810, les États-Unis annexèrent la jeune république par décret du président James Madison, qui revendiquait la région comme faisant partie de la vente de la Louisiane. Tout d'abord, Skipwith et le gouvernement de Floride occidentale s'opposèrent à la proclamation, préférant négocier les termes de leur entrée dans l'Union. Cependant, William C. C. Claiborne, qui avait été envoyé pour prendre possession du territoire, refusa de reconnaître la légitimité du gouvernement de Floride occidentale. Skipwith et le parlement firent volte-face et acceptèrent la proclamation de Madison. 
Skipwith fut ensuite membre du Sénat de Louisiane. En décembre 1814 Magloire Guichard et Skipwith déposèrent une motion visant à obtenir l'amnistie pour « les corsaires vivant à Barataria, qui pourraient être dissuadés d'offrir leurs services par crainte de poursuites ».
En 1827, Skipwith, Armand Duplantier, Antoine Blanc, Thomas B. Robertson et Sébastien Hiriart reçurent mandat du parlement de l'État de mettre sur pied la Société agricole de Bâton Rouge. 
Skipwith mourut sur la plantation de Monte Sano près de Bâton-Rouge le 7 janvier 1839.

## Source
- (en) Cet article est partiellement ou en totalité issu de l’article de Wikipédia en anglais intitulé « Fulwar Skipwith » (voir la liste des auteurs).